# Jämtkraft Arena
Die Jämtkraft Arena ist ein Fußballstadion in der schwedischen Stadt Östersund. Die Anlage ist die Heimstätte des in der Allsvenskan spielenden Fußballclubs Östersunds FK (ÖFK) sowie der Frauenfußballmannschaft des Östersunds DFF (ODFF) aus der zweitklassigen Elitettan. Der Namensgeber ist das in Östersund ansässige Energieversorgungsunternehmen Jämtkraft AB.

## Geschichte
Die Jämtkraft Arena wurde am 13. Juli 2007 eröffnet. Am folgenden Tag trafen der Östersunds FK und der walisische Verein Swansea City (2:5) im ersten Spiel aufeinander. Die für 86,5 Mio. SEK (zzgl. MwSt.) erbaute Spielstätte bietet momentan 9164 Plätze, davon sind 5092 Sitzplätze. Bestimmt wird das Bild des Stadions durch die beiden überdachten Längstribünen. Der unüberdachte Nordrang wurde fast komplett aus Holz errichtet. Er wurde nach dem Aufstieg in die Superettan 2013 gebaut. An der Südseite befindet sich ein Restaurant mit Blick auf das Spielfeld. Zu Konzerten können das Stadion bis zu 30.000 Besucher füllen. Das Spielfeld besteht aus einem Kunstrasen, der mit einer Rasenheizung unterlegt ist. Es erfüllt die Vorgaben der UEFA wie auch der FIFA. Die Flutlichtanlage hat eine Beleuchtungsstärke von 1200 Lux, welche Fernsehübertragungen ermöglicht. Im Mai 2014 erhielt die Jämtkraft Arena für 2,5 bis 3 Mio. SEK eine neue Kunstrasenspielfläche.
Unweit südöstlich des Stadions liegt das Östersunds skidstadion, ein Langlaufstadion mit Schießanlage über 30 Bahnen für den Biathlonsport, Flutlicht und eine festinstallierte Tribüne für 6000 Besucher. Die Biathlon-Weltmeisterschaften fanden hier in den Jahren 1970 und 2008 statt. Nordöstlich wurde im Dezember 2013 die Mehrzweckhalle Östersund Arena eingeweiht. In ihr trägt unter anderem der Eishockeyclub Östersunds IK seine Spiele aus. Die Arena beinhaltet eine große und eine kleine Halle sowie eine für Geräteturnen. Angeschlossen ist ein Bandy-Spielfeld unter freiem Himmel.

## Tribünen
- Haupttribüne (Ost): 3010 überdachte Sitzplätze, zehn Plätze für Rollstuhlfahrer[3]
- Gegengerade (West): 2082 überdachte Sitzplätze
- Hintertortribüne (Nord): 1519 Stehplätze
- Hintertortribüne (Süd): 1953 Stehplätze
- Restaurant: 600 Plätze
- Pressetribüne: 40 Plätze